# لوبرانیتس
لوبرانیتس (به لاتین: Lubraniec، تلفظ: [luˈbraɲet͡s]) یک شهرک در لهستان است که در شهرستان ووتس‌واوک واقع شده‌است.

## خصوصیات
لوبرانیتس ۱٫۹۷ کیلومترمربع مساحت و ۳٬۲۰۷ نفر جمعیت دارد.